# Колеров, Вячеслав Аркадьевич
Вячеслав Аркадьевич Колеров (1891—20 января 1952) — эсер, член Всероссийского Учредительного собрания (УС), врач-терапевт.

## Биография
Родился в семье Аркадия Ивановича Колерова, священника церкви Александра Невского в городе Судогда Владимирской губернии. В июне 1908 как режиссер поставил в любительском «театре Колеровых» спектакль по двум одноактным пьесам Чехова «Медведь» и «Предложение», причем премьера состоялась в квартире начальника судогодской тюрьмы А. А. Орфенова.
В 1910 выпускник Шуйской гимназии, а в 1914 окончил медицинский факультет Московского университета со званием лекаря.
Начал участвовать в революционном движении ещё в гимназии, член партии социалистов-революционеров. В 1910 году подвергнут аресту за участие в политической демонстрации, выслан под полицейский надзор.

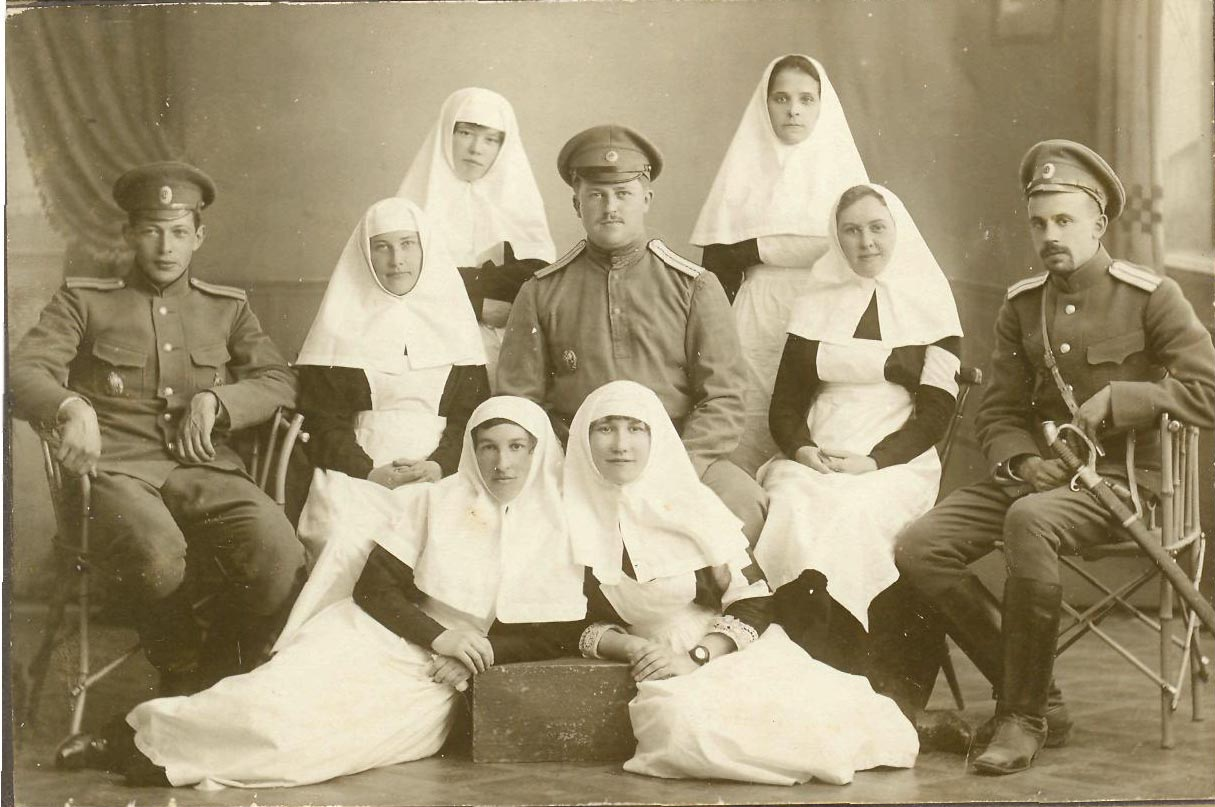
Вячеслав Колеров (крайний справа), на фронте, ок. 1916.

В 1917 году военврач в 5-й армии. Был председателем армейского комитета партии социалистов-революционеров. Участвовал в работе Государственного совещания. 14—22 сентября 1917 года был делегатом на Всероссийском Демократическом совещании. Избран членом Предпарламента. Делегат I и II Всероссийских съездов Советов рабочих и солдатских депутатов. Избран член ВЦИК 1-го созыва. Составил и отредактировал сборник документов, озаглавленный «Корниловские дни».
В конце 1917 года избран в Всероссийское Учредительное собрание по избирательному округу Северного фронта по списку № 3 (эсеры и совет крестьянских депутатов). Был постоянным активным членом бюро фракции эсеров УС, избран её секретарём. 5 января 1918 года участвовал в единственном заседании Учредительного собрания.
В апреле 1918 вышел из рядов партии правых эсеров. С апреля 1918 заведующий городской больницей в Судогде Владимирской губернии.
В 1921 году арестовывался Владимирской губернской ЧК за антисоветскую деятельность.
По сведениям краеведа Г. Ровенского В. А. Колеров на фронте познакомился с Дмитрием Ульяновым. После революции общался с Н. К. Крупской и даже подарил В. И. Ленину, когда тот заболел, свою собаку.
С 1923 по 1939 заведующий туберкулезным санаторием им. Семашко в селе Гребнево.
С 1939 по 1948 начальник туберкулёзного отделения поликлиники № 60 в город Москве.
Арестован в 1948 по делу врачей и инженеров ЦАГИ, приговорен к 5 годам ИТЛ, находился в лагере в Коми АССР.
Скончался в заключении в Абезьском лагере ГУЛЖДС
Реабилитирован в 1957.

## Семья
- Жена — Ольга Дмитриевна Колерова, урождённая Зверева (1887—?)[14]
  - Дочь — Наталия Вячеславовна Колерова (?—1980-е)[9]
  - Дочь — Ксения Вячеславовна Алабина (Колерова)[14]
- Брат — Сергей Аркадьевич Колеров[1] (ок. 1896—?), эсер[15].
- Брат — Борис Аркадьевич Колеров[1]
- Брат — Николай Аркадьевич Колеров[1] (1900—1985)[16], агроном.
- Сестра — Милица Аркадьевна Колерова, в замужестве Рождественская[3]
- Сестра — Людмила Аркадьевна Колерова[3]

## Труды
- Корниловскіе дни. Бюллетени Вр. Военн. Комитета при (Д. Исп. Ком. С. Р. и С. Д. съ 28 Нвг. по 4 Сент. 1917 г. Составленные и редактированные членомъ Ц. И. К В. А. Колеровымъ съ предисловіемъ Б. С. Синани. Петроград, 1917.
- Зевакин Н. А., Колеров В. А., Леонтьева О. Д. Физические методы лечения при туберкулезе; Под ред. проф. И. А. Богашева. — Москва : Изд-во Мосздравотдела, 1928 (19-я тип. «Мосполиграфа»). — 111 c.

## Адреса
- 1948 — Московская обл., ст. Загорянская, Дзержинского ул., 7

## Комментарии
1. ↑  Другой сточник упоминает о службе о. Аркадия в Екатерининском соборе. "Он также руководил библиотекой при уездной Судогодской тюрьме и учил неграмотных заключённых чтению и письму... Несколько последних лет жизни находился в церковной ссылке в г. Макарьеве Нижегородской губернии (работал там учителем), где и умер. Гроб с телом был перевезён и захоронен в Судогде"[1]. Скончался А. И. Колеров в 1914 году[2].